# Asia D'Amato
Pour les articles homonymes, voir D'Amato.
Asia D'Amato (née le 7 février 2003 à Gênes) est une gymnaste artistique italienne . Elle est la sœur jumelle d'Alice D'Amato.

## Carrière
Asia D'Amato remporte au Festival olympique de la jeunesse européenne 2017 la médaille d'argent au concours général individuel, à la poutre et au concours par équipes ainsi que la médaille de bronze au saut de cheval, aux barres asymétriques . Elle obtient dans la catégorie juniors la médaille d'or au concours par équipes et au saut de cheval aux Championnats d'Europe de gymnastique artistique féminine 2018.
Elle est médaillée de bronze par équipes aux Championnats du monde de gymnastique artistique 2019. Aux Championnats du monde de gymnastique artistique 2021, elle est médaillée d'argent au saut de cheval.
Elle est médaillée d'or par équipes, au saut de cheval et au sol et médaillée d'argent au concours général individuel et à la poutre aux Jeux méditerranéens de 2022.
Aux Championnats d'Europe de gymnastique artistique féminine 2022, elle est médaillée d'or au concours général individuel ainsi que par équipes et médaillée d'argent en saut de cheval.
Aux Championnats d'Europe de gymnastique artistique 2023, elle est médaillée d'argent par équipes et au saut de cheval.